# Théâtre Essaïon
 (décembre 2023).
Si vous disposez d'ouvrages ou d'articles de référence ou si vous connaissez des sites web de qualité traitant du thème abordé ici, merci de compléter l'article en donnant les références utiles à sa vérifiabilité et en les liant à la section « Notes et références ».
Le théâtre Essaïon est une salle de spectacles située 6, rue Pierre-au-Lard à Paris 4e, dans le quartier du Marais.
Installé dans l’une des caves médiévales de l’ancien hôtel de l’Aigle d'or, il naît en 1975 de la volonté d'une troupe de comédiens réunis autour de Régis Santon. Cette première installation échouera faute de moyens.
Le lieu est repris par José Valverde pour présenter des créations sur des pièces contemporaines. En 1987, la comédienne Alida Latessa lui succède.
En 1995, une seconde salle de 70 places, dans une autre cave à voûtes mitoyenne de la précédente est créée.
En 2003, le théâtre devient un lieu principalement consacré à la chanson de création et de répertoire et au théâtre musical. La petite salle est transformée en un cabaret de 70 places. Il accueille notamment le groupe Les Goguettes ainsi que les derniers concerts de Sophie Makhno. 
En janvier 2006, l’équipe de l’Aktéon Théâtre reprend les rênes du théâtre et fait renaître le théâtre dans la grande salle.

## Dessertes
- Ce site est desservi par les stations de métro Hôtel de Ville, Rambuteau et Châtelet.
- Gare de Châtelet - Les Halles sur le RER
- Ce site est desservi par les lignes de bus RATP 29, 38, 47, 75, 76 et 96